# Hiroki Matsubara
Hiroki Matsubara (松原 浩樹 Matsubara Hiroki?,  nacido el 15 de noviembre de 1973 en Kioto) es un exfutbolista japonés. Jugaba de delantero y su último club fue el Shimizu S-Pulse de Japón.

## Trayectoria

### Clubes
| Club            | País  | Año  |
| --------------- | ----- | ---- |
| Shimizu S-Pulse | Japón | 1996 |

## Palmarés

### Títulos nacionales
| Título         | Club            | País  | Año  |
| -------------- | --------------- | ----- | ---- |
| Copa J. League | Shimizu S-Pulse | Japón | 1996 |